# Onixotis
Onixotis es un género de plantas herbáceas con seis especies, perteneciente a la familia Colchicaceae. Sobre la base de estudios moleculares sobre los diferentes géneros de las colchicáceas se ha propuesto que Onixotis fuera incluido dentro de Wurmbea.

## Especies
- Onixotis ciliata Raf.
- Onixotis punctata (L.) Mabb.
- Onixotis secunda Raf.
- Onixotis stricta (Burm.f.) Wijnands
- Onixotis triquetra (L.f.) Mabb.
- Onixotis viridis Raf.